# Reserva de la Biósfera Wanha'
La Reserva de la biósfera de Wanha' es un Área natural protegida localizada entre los municipios de Balancán y Tenosique en la subregión de Los Ríos en Tabasco, México. Tiene una superficie de 30 255 hectáreas y se declaró con estatus protegido el 31 de agosto de 2023.La reserva de Wanha' posee el único sistema de mangle rojo de agua dulce del mundo a 120 kilómetros de la costa.

## Ubicación
El áre natural protegida de Wanha' se localiza en los municipios de Balancán y Tenosique, Tabasco. Cuenta con tres zonas núcleo. 
Para la delimitación entre México y Guatemala de la frontera del estado de Campeche se empleó la línea divisoria terrestre proporcionada por la Sección Mexicana de las Comisiones Internacionales de límites y Aguas entre México y Guatemala, de la Secretaría de Relaciones Exteriores, la cual hace referencia al Tratado sobre Límites entre los Estados Unidos Mexicanos y la República de Guatemala celebrado el 27 de septiembre de 1882, el cual entró en vigor el 1 de mayo de 1883, y está definido sobre el terreno con los monumentos limítrofes del 65 al 81.

DECRETO por el que se declara área natural protegida Wanha', con el carácter de reserva de la biosfera, la superficie de 38,255-64-17.76 hectáreas, ubicada en los municipios de Balancán y Tenosique, estado de Tabasco (Segunda publicación).

## Biodiversidad
Se encuentran diversos ecosistemas de vegetación hidrófila, selva alta o mediana subperennifolia, selva alta perennifolia y manglar, considerados como vulnerables ante el cambio de uso de suelo.

## Manglar interno
La Reserva de la Biosfera Wanha’ destaca por la presencia del mangle rojo (Rhizophora mangle) y del botoncillo (Conocarpus erectus) en la cuenca del Río San Pedro, es notable ya que se trata de especies costeras de agua salada que se encuentran a más de 120 kilómetros del mar, el hábitat habitual de estas especies. Es el manglar más tierra adentro de todo el planeta y el único que sobrevive en agua dulce.
Gracias a análisis genéticos se estima que el manglar de Wanha' y los manglares costeros de Tabasco, en específico de las poblaciones de la laguna de Términos, se separaron hace 125 mil años, cuando los niveles del mar eran más elevados, cuando estos bajaron fue el único remanente que sobrevivió, haciéndolo una especie relicta.